# Miguel Seijas
Miguel Ángel Seijas Cuestas (ur. 20 maja 1930 w Montevideo) – urugwajski wioślarz, brązowy medalista olimpijski.
Wystąpił na igrzyskach olimpijskich w Helsinkach w 1952, gdzie wspólnie z Juanem Rodríguezem zdobył brązowy medal w dwójkach podwójnych. W finale o 11,5 sekundy szybsi byli Argentyńczycy, a o 5,4 sekundy lepsza była osada ZSRR. Na rozgrywanych cztery lata później igrzyskach olimpijskich w Melbourne w tej samej konkurencji odpadł w repasażach pierwszej rundy.